# Wendens Ambo
Wendens Ambo is een civil parish in het bestuurlijke gebied Uttlesford, in het Engelse graafschap Essex met 473 inwoners.